# Posina
Posina (in der zimbrischen Sprache: Posen) ist eine nordostitalienische Gemeinde (comune) mit 563 Einwohnern (Stand 31. Dezember 2023) in der Provinz Vicenza in Venetien. Die Gemeinde liegt etwa 35 Kilometer nordnordwestlich von Vicenza am gleichnamigen Fluss.